# Andrea Conti
Andrea Conti (Lecco, 1994. március 2. –) olasz válogatott labdarúgó, a Sampdoria jobbhátvédje.

## Pályafutása

### Atalanta
Conti az Atalanta akadémiáján kezdte pályafutását. A 2013–14-es szezonra, az akkor a Serie C-ben szereplő Perugia együtteséhez került kölcsönbe. Egy évre rá megint kölcsön adta az Atalanta, ezúttal a másodosztályú Virtus Lancianonak. A 2015–16-os szezont már a bergamói klub felnőttcsapatában kezdte meg. Pályára viszont csak a 18. fordulóban léphetett először az Udinese ellen, melyen az Atalanta 2-1-es vereséget szenvedett. Conti 79 percet játszott. Az idény hátralévő részében rendszeresen pályára lépett, és a Hellas Verona, illetve a Fiorentina elleni bajnokikon gólt is szerzett.

#### 2016-17
A nagy áttörést a karrierjében a 2016–17-es szezonban ért el, amikor is alapembere lett az Atalantának. 33 Serie A mérkőzésen 8 gólt lőtt és további 4 gólpasszt osztott ki, amivel csapata húzóemberévé vált. Az Atalanta a szezon végén a 4. helyezést érte el, amivel kvalifikálta magát az Európa Liga csoportkörébe, és olyan csapatokat előzött meg, mint a Lazio, az Inter, vagy a Milan.

### Milan
2017 júliusában a Milan 24 millió euróért igazolta le. A 2017–18-as szezont szinte teljesen ki kellett hagynia különféle sérülések miatt. Az azt követő évadban csak elvétve kapott lehetőséget. Míg a 2019–20-as szezonban alapembernek számított, addig a 2020-21-esben szinte teljesen kiszorult a kezdőcsapatból.

### Válogatott
Többszörös utánpótlás válogatott, játszott az U17, U18, U20 és U21-es válogatottakban is. 2017-től felnőtt válogatott. Egy válogatott mérkőzése van, Izrael ellen.

## Sikerei, díjai
- AC Milan
  - Olasz bajnok: 2021–22